# Alojamiento (ejército)
En el ámbito militar se llama alojamiento al hospedaje gratuito que  reciben los militares en las poblaciones estando de marcha o en operaciones y cuando en aquellas no había cuarteles para la tropa ni pabellones para los oficiales. 
El alojado solo podía exigir de su patrón, cama, luz, sal, vinagre, fuego o lugar a la lumbre para condimentar su alimento. En tiempos normales, si la tropa tenía que permanecer en el pueblo, se le mudaba de vez en cuando de alojamiento para que esta carga pese por igual sobre todos los habitantes; a los oficiales se les concedía por tres días y pasados tienen que buscar casa por su cuenta. 
En época de guerra varían estos casos según las circunstancias. Madrid estaba dispensado de este servicio pues los propietarios de la villa pagaban una contribución con la de luz, aposento, etc. para eximirse de semejante carga. Un cuerpo de tropas se aloja a discreción cuando penetra en país enemigo; entonces cada uno se mete en la casa que le parece o espera a que los jefes le designen la que ha de ocupar. 

## Historia
Ya en tiempo de Augusto se daba a los soldados en el alojamiento, cama, leña, sal y otras menudencias; el importe de este gasto se pagaba del producto de una contribución especial. En España, en tiempo de Felipe IV estaba mandado que se diese a los alojados, cama, leña, luz, aceite, vinagre, sal, platos, ollas y escudillas. 